# NGC 6325
NGC 6325  ist ein Kugelsternhaufen  im  Sternbild Schlangenträger. 
Der Sternhaufen wurde im Jahr 1835 von John Herschel mithilfe eines 18,7-Zoll-Teleskops entdeckt und später von Johan Dreyer in seinen New General Catalogue aufgenommen.